# Strei (dorp)
Strei (Hongaars: Zeykfalva, Duits: Zeikdorf) is een dorp in de regio Transsylvanië, in het Roemeense district Hunedoara. Strei ligt aan de gelijknamige rivier, 16 km ten noorden van Hațeg. In het dorp staat een oude stenen kerk uit de 13e eeuw, met schilderingen uit de 14e eeuw.